# Кальцоне

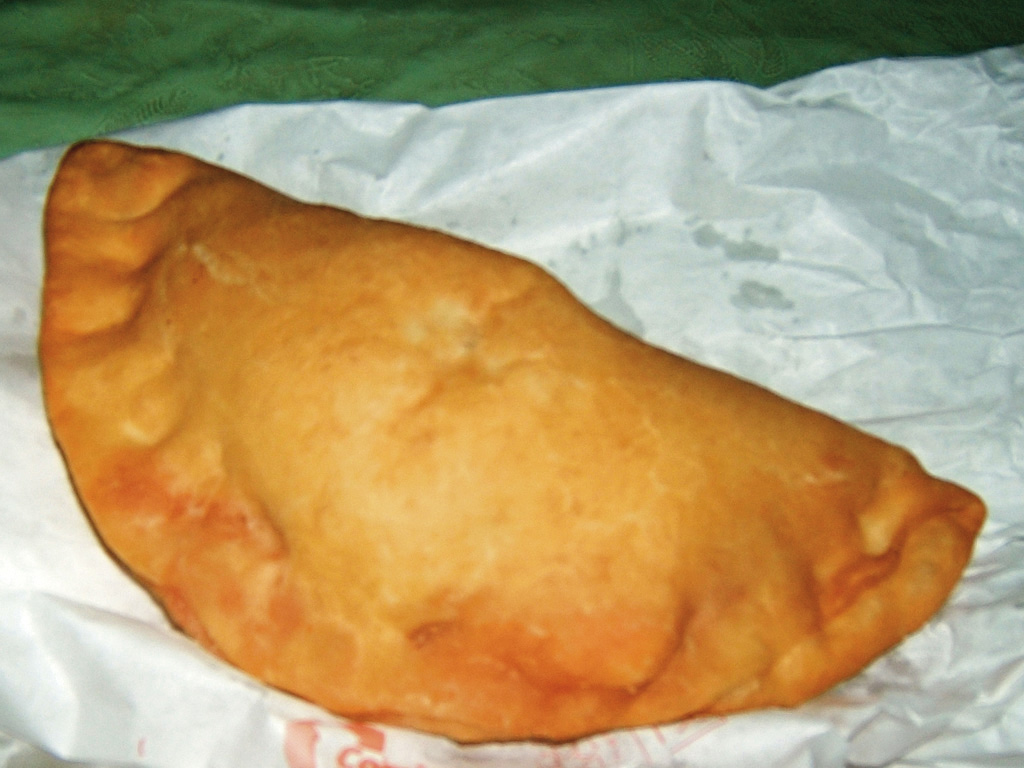
Апулийский жареный кальцоне

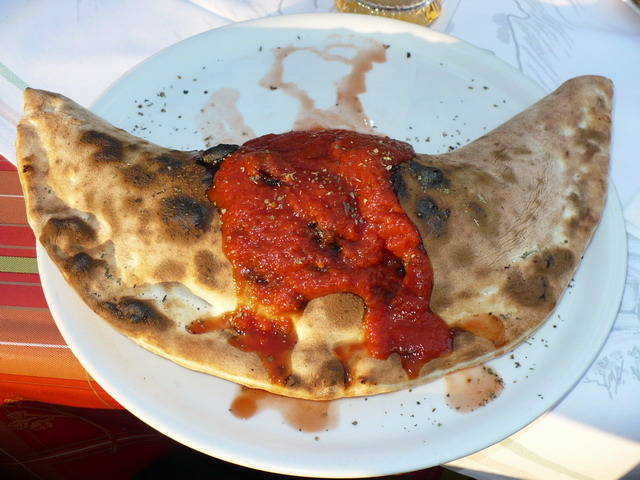
Кальцоне под томатным соусом

Кальцоне́ (итал. calzone) — итальянский пирог, закрытая форма пиццы в виде полумесяца. Типичное блюдо центральных и южных регионов Италии. В этой стране он имеет и другие названия: panzerotto и panzarotto.
Кальцоне считается традиционной закуской или даже нетипичным десертом.
Для приготовления классического кальцоне используются сыр моцарелла и вяленые томаты; позже к этим ингредиентам также стали добавлять салями. На данный момент существует большое количество разнообразных видов этой выпечки, а их состав может сильно различаться.

## Приготовление
Кальцоне готовится почти также, как открытая пицца в печи или духовке. Однако, начинку надо выкладывать лишь на одну половину круга теста, также как в случае с чебуреками, поскольку вторая половина теста будет закрывать начинку, образуя полумесяц. Края теста надо защипывать руками, чтобы при выпекании, когда тесто будет подниматься, они не открылись, начинка не вылезла и не сгорела.

## Кальцоне и стромболи
Кальцоне чем-то похож на стромболи, ведь фактически является выпечкой, начинённой ингредиентами для пиццы. Но, в отличие от кальцоне, стромболи, как правило, не содержит томатного соуса; кальцоне имеет форму полумесяца, а стромболи — длинного цилиндра.
С другой стороны, отметить кардинальные отличия этих двух блюд бывает сложно, потому что некоторые варианты кальцоне могут представлять собой стромболи.